# Mercedes-Benz W166
De Mercedes-Benz W166 is een SUV van de derde generatie "M-Klasse" van Mercedes-Benz.
De auto kwam op de markt in juli 2011 en is in 2014 nog steeds te verkrijgen. De auto werd ontworpen door Emiel Burki in 2008. De "M-Klasse" wordt geleverd met een 3.5 L V6, 4.6 L V8, 5.5 L V8, 2.1 L I4 diesel en een 3.0 L V6 Diesel. Een AMG uitvoering is ook beschikbaar.